# Lycorin
Lycorin ist ein Alkaloid, das in geringen Dosen zu Übelkeit, Erbrechen und Durchfall, in höheren zu Krämpfen, Lähmungen und Kreislaufversagen führt.

## Vorkommen

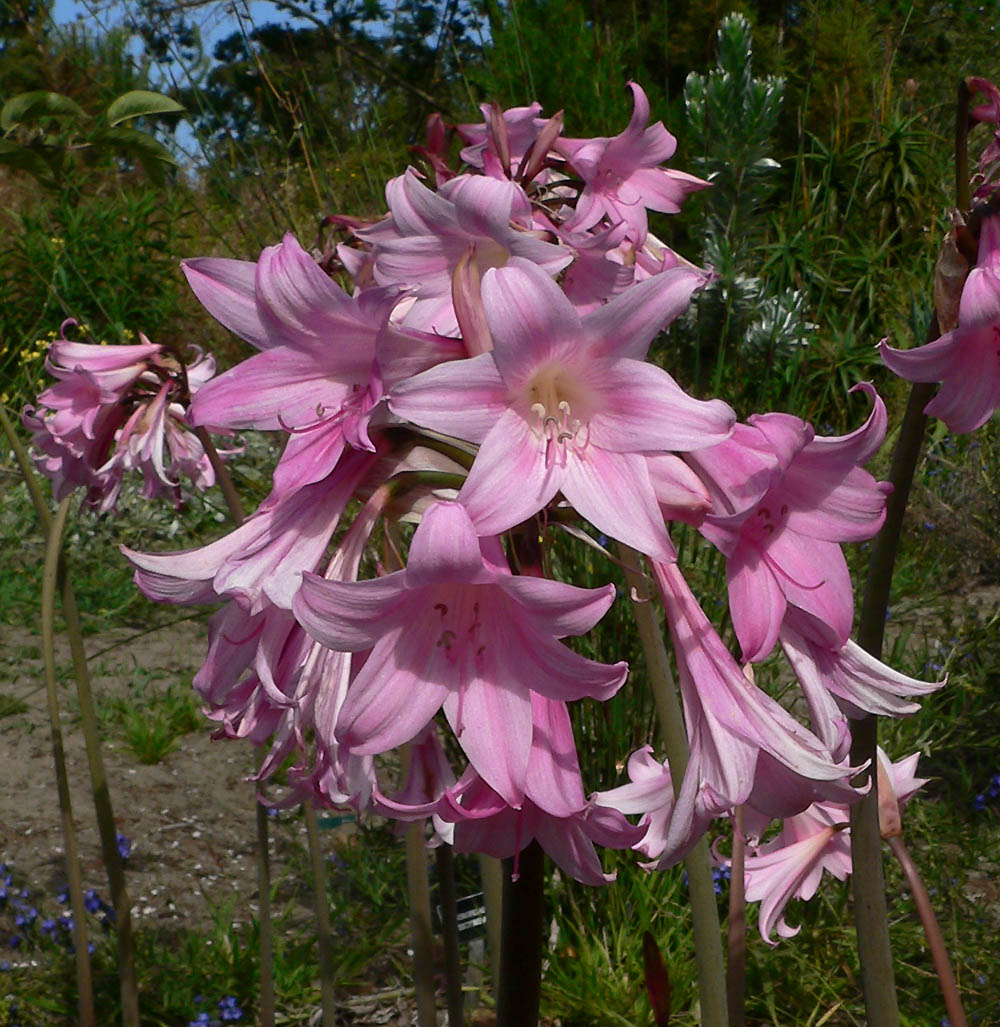
Belladonnalilie (Amaryllis belladonna)

Es ist in der Belladonnalilie, Hippeastrum-Hybriden und anderen Vertretern der Amaryllisgewächse, z. B. Narzissen, enthalten.